# Jocelyn Brando
Jocelyn Brando, född 18 november 1919 i San Francisco, Kalifornien, död 27 november 2005 i Santa Monica, Kalifornien, var en amerikansk skådespelare.
Hon var äldre syster till skådespelaren Marlon Brando. Jocelyn Brando, som gjorde sin Broadwaydebut i slutet på 1940-talet, spelade huvudsakligen på teaterscenen och filmade endast sporadiskt. Bland de filmer hon medverkade i kan nämnas Polishämnaren 1953 och Mommie Dearest 1981. Hon gjorde även ett par filmer tillsammans med sin lillebror, bland annat Den djävulska jakten 1966.